# Klovn for livet
Klovn for livet er en dansk børnefilm fra 2011, der er instrueret af Ida Grøn.

## Handling
Gennem dage fyldt med gråd og grin, får publikum et unikt indblik i dagligdagen på Skejby Sygehus' børnekræftafdeling. I en periode på knap to år følger filmen hospitalsklovnen Angus og den 6-årige Tobias, der er ramt af en aggressiv kræftform. De mange måneders gentagne indlæggelser og smertefulde behandlinger mildnes af Angus' tilstedeværelse. Med humor, leg og nærvær tager Angus og Tobias kampen op mod kræften: De duellerer i Guitar Hero, gør gangene usikre som maskeklædte banditter, spiller Uno og bestiller livretter, der inkluderer sovs - masser af sovs. Langsomt udvikles et venskab. Dette er en historie om at være helt alene, og at have nogen at være alene sammen med.